# Aleix Alcaraz
Aleix Alcaraz Roig (Terrassa, 26 juni 1990) is een Spaans autocoureur.

## Carrière
Alcaraz begon zijn autosportcarrière in 2000, toen hij het Catalaanse kartkampioenschap won. Een jaar later won hij de Cadet-klasse van de Copa Campeones Trophy. Tot 2004 nam hij vooral deel aan Spaanse races, maar hierna stapte hij over naar verschillende Europese kampioenschappen, waaronder het Europese ICA Junior-kampioenschap, de Andrea Margutti Trophy ICA Junior en de Italian Open Masters ICA Junior. In 2005 won hij het Spaanse ICA Junior-kampioenschap, waarbij hij zijn landgenoot Roberto Merhi vier punten voorbleef, en eindigde hij achter Merhi en Charles Pic als derde in de Andrea Margutti Trophy ICA Junior. Zijn laatste kartjaar was 2006, het jaar waarin hij vijfde werd in de ICA-klasse van de World Cup.
In oktober 2006 maakte Alcaraz zijn debuut in het formuleracing in het voorlaatste raceweekend van het Spaanse Formule 3-kampioenschap op het Circuito Permanente de Jerez als gastrijder voor het team RSC Sport en eindigde de races als zestiende en vijftiende. Later die maand maakte hij tevens zijn Formule Renault-debuut in het laatste raceweekend van de Eurocup Formule Renault 2.0 op het Circuit de Barcelona als gastrijder voor RSC en eindigde deze races als 24e en 23e. In november nam hij deel aan het winterkampioenschap van de Italiaanse Formule Renault voor het team Cram Competition en eindigde als zevende in het kampioenschap.
In 2007 nam Alcaraz deel aan zowel de Eurocup Formule Renault 2.0 en de Italiaanse Formule Renault voor het team Petrom District Racing AP. In de Eurocup eindigde hij als negentiende in het kampioenschap met 7 punten, terwijl hij in het Italiaanse kampioenschap zeventiende werd met 61 punten, ondanks dat hij het laatste raceweekend op het Autodromo Nazionale Monza moest missen. In november testte hij voor het eerst een Formule Renault 3.5 Series-auto voor Pons Racing op het Circuit Paul Ricard.
Ondanks dat Alcaraz de hele winter voor Pons testte, ging hij bij RC Motorsport daadwerkelijk rijden in de Formule Renault 3.5 Series in 2008. Hij had een redelijke start van het seizoen, waarbij hij al in de tweede race op Monza zijn eerste punten behaalde, maar verliet het team na het vierde raceweekend op Silverstone, waarna hij direct werd vervangen door Claudio Cantelli. Tijdens het volgende raceweekend op de Hungaroring keerde hij weer terug in het kampioenschap, waarbij hij bij Pons de met sponsorproblemen kampende Máximo Cortés verving. Nadat hij op het Bugatti Circuit nogmaals in de punten eindigde, werd hij 27e in het kampioenschap met 5 punten.